# كيم كاليكي
كيم كاليكي (من مواليد 27 يونيو 1997) هي لاعبة زلاجة جماعية ألمانية تتنافس مع فريق توس آينتراخت فيسبادن 1846. مثلت المنتخب الوطني الألماني منذ عام 2015 وفازت بالميدالية الفضية في حدث الزلاجة الجماعية الثنائية في بطولة العالم للزلاجة الجماعية في عامي 2020 و2021 مع كيرا ليبرهايد وآنا كريستين ستراك على التوالي.

## نتائج المهنة
تم الحصول على النتائج من الاتحاد الدولي للزلاجات الجماعية والزلاجات الهيكلية.
| الحدث        | سيدتين       | زلاجة أحادية |
| ممثل ألمانيا | ممثل ألمانيا | ممثل ألمانيا |
| ------------ | ------------ | ------------ |
| بكين 2022    | الرابع       | —            |

| الحدث            | سيدتين        | زلاجة أحادية |
| ممثل ألمانيا     | ممثل ألمانيا  | ممثل ألمانيا |
| ---------------- | ------------- | ------------ |
| ألتنبرغ 2020     | المركز الثاني | —            |
| ألتنبرغ 2021     | المركز الثاني | السادس       |
| سانت موريتز 2023 | الأول         | الخامس       |
| وينتربرغ 2024    | الثالث        | الثاني عشر   |
| ليك بلاسيد 2025  | الثاني        | العاشر       |